# Edder Farías
Edder José Farías Martínez (Maturín, Monagas, Venezuela; 12 de abril de 1988) es un futbolista venezolano que juega como delantero en el Monagas SC de la Primera División de Venezuela.

## Biografía
Cuando adolescente estudió en el liceo Dr. Manuel Nuñez Tovar de Maturín, donde participó en diversos torneos escolares de Fútbol Sala.
Hizo su debut con el Monagas Sport Club en el torneo Clausura 2007. Luego de 6 temporadas se convierte en el goleador histórico del equipo con 47 goles. En el año 2012 es fichado por el Caracas FC. Ha sido convocado a la Selección de fútbol de Venezuela con la que ha disputado 8 partidos amistosos marcando 2 goles.

## Selección nacional
Actualizado el 10 de agosto de 2015
| Selección             | Año   | Amistoso | Amistoso | Copa América | Copa América | Eliminatorias | Eliminatorias | Mundial | Mundial | Total | Total |
| Selección             | Año   | PJ       | G        | PJ           | G            | PJ            | G             | PJ      | G       | PJ    | G     |
| --------------------- | ----- | -------- | -------- | ------------ | ------------ | ------------- | ------------- | ------- | ------- | ----- | ----- |
| Venezuela · Venezuela | 2010  | 6        | 1        | -            | -            | -             | -             | -       | -       | 6     | 1     |
| Venezuela · Venezuela | 2015  | 2        | 1        | -            | -            | -             | -             | -       | -       | 2     | 1     |
| Venezuela · Venezuela | 2017  | 0        | 0        | -            | -            | -             | -             | -       | -       | 0     | 0     |
| Venezuela · Venezuela | Total | 8        | 2        | 0            | 0            | 0             | 0             | 0       | 0       | 8     | 2     |

## Clubes
| Club                 | País      | Año         |
| -------------------- | --------- | ----------- |
| Monagas              | Venezuela | 2007 - 2012 |
| Caracas              | Venezuela | 2012 - 2015 |
| União da Madeira     | Portugal  | 2015 - 2016 |
| Caracas              | Venezuela | 2016 - 2017 |
| Once Caldas          | Colombia  | 2017 - 2018 |
| Atlético Venezuela   | Venezuela | 2018 - 2019 |
| Junior               | Colombia  | 2019        |
| Atlético Venezuela   | Venezuela | 2020        |
| Universidad Católica | Ecuador   | 2021        |
| Deportivo Táchira    | Venezuela | 2022 - 2023 |
| Deportivo La Guaira  | Venezuela | 2023 - 2024 |
| Monagas              | Venezuela | 2025 -      |

## Estadísticas
Actualizado el 11 de marzo de 2025
| Club                                | Temporada           | Liga  | Liga  | Copa Nacional | Copa Nacional | Copa Internacional | Copa Internacional | Total | Total |
| Club                                | Temporada           | Part. | Goles | Part.         | Goles         | Part.              | Goles              | Part. | Goles |
| ----------------------------------- | ------------------- | ----- | ----- | ------------- | ------------- | ------------------ | ------------------ | ----- | ----- |
| Monagas · Venezuela                 | 2006-07             | 2     | 0     | 0             | 0             | -                  | -                  | 2     | 0     |
| Monagas · Venezuela                 | 2007-08             | 30    | 4     | 3             | 0             | -                  | -                  | 33    | 4     |
| Monagas · Venezuela                 | 2008-09             | 27    | 8     | 0             | 0             | -                  | -                  | 27    | 8     |
| Monagas · Venezuela                 | 2009-10             | 29    | 9     | 6             | 2             | -                  | -                  | 35    | 11    |
| Monagas · Venezuela                 | 2010-11             | 15    | 10    | 1             | 1             | -                  | -                  | 16    | 11    |
| Monagas · Venezuela                 | 2011-12             | 30    | 13    | 0             | 0             | -                  | -                  | 30    | 13    |
| Monagas · Venezuela                 | 2025                | 3     | 1     | 0             | 0             | 0                  | 0                  | 3     | 1     |
| Monagas · Venezuela                 | Total               | 136   | 45    | 10            | 3             | 0                  | 0                  | 146   | 48    |
| Caracas · Venezuela                 | 2012-13             | 11    | 5     | 0             | 0             | 5                  | 1                  | 16    | 6     |
| Caracas · Venezuela                 | 2013-14             | 27    | 5     | 6             | 6             | 2                  | 0                  | 35    | 11    |
| Caracas · Venezuela                 | 2014-15             | 31    | 17    | 0             | 0             | 2                  | 0                  | 33    | 17    |
| Caracas · Venezuela                 | 2015                | 6     | 2     | 0             | 0             | -                  | -                  | 6     | 2     |
| Caracas · Venezuela                 | 2016                | 20    | 12    | 0             | 0             | -                  | -                  | 20    | 12    |
| Caracas · Venezuela                 | 2017                | 22    | 13    | 0             | 0             | 2                  | 1                  | 24    | 14    |
| Caracas · Venezuela                 | Total               | 117   | 54    | 6             | 6             | 11                 | 2                  | 134   | 62    |
| União da Madeira Portugal           | 2015-16             | 12    | 1     | 1             | 1             | -                  | -                  | 13    | 2     |
| União da Madeira Portugal           | Total               | 12    | 1     | 1             | 1             | 0                  | 0                  | 13    | 2     |
| Once Caldas · Colombia              | 2017                | 17    | 4     | 1             | 0             | -                  | -                  | 18    | 4     |
| Once Caldas · Colombia              | 2018                | 20    | 8     | 0             | 0             | -                  | -                  | 20    | 8     |
| Once Caldas · Colombia              | Total               | 37    | 12    | 1             | 0             | 0                  | 0                  | 38    | 12    |
| Atlético Venezuela · Venezuela      | 2018                | 15    | 7     | 5             | 3             | 0                  | 0                  | 18    | 10    |
| Atlético Venezuela · Venezuela      | 2019                | 21    | 18    | 0             | 0             | 0                  | 0                  | 21    | 18    |
| Atlético Venezuela · Venezuela      | 2020                | 14    | 8     | 0             | 0             | -                  | -                  | 14    | 8     |
| Atlético Venezuela · Venezuela      | Total               | 50    | 33    | 5             | 3             | 0                  | 0                  | 55    | 36    |
| Junior · Colombia                   | 2019                | 10    | 0     | 1             | 0             | -                  | -                  | 11    | 0     |
| Junior · Colombia                   | Total               | 10    | 0     | 1             | 0             | 0                  | 0                  | 11    | 0     |
| Universidad Católica · Ecuador      | 2021                | 25    | 5     | 0             | 0             | 3                  | 0                  | 28    | 5     |
| Universidad Católica · Ecuador      | Total               | 25    | 5     | 0             | 0             | 3                  | 0                  | 28    | 5     |
| Deportivo Táchira F. C. · Venezuela | 2022                | 25    | 2     | 0             | 0             | 8                  | 0                  | 32    | 2     |
| Deportivo Táchira F. C. · Venezuela | 2023                | 8     | 3     | 0             | 0             | 1                  | 0                  | 9     | 3     |
| Deportivo Táchira F. C. · Venezuela | Total               | 33    | 5     | 0             | 0             | 9                  | 0                  | 41    | 5     |
| Deportivo La Guaira · Venezuela     | 2023                | 14    | 5     | 0             | 0             | 0                  | 0                  | 14    | 5     |
| Deportivo La Guaira · Venezuela     | 2024                | 28    | 9     | 7             | 5             | 0                  | 0                  | 35    | 14    |
| Deportivo La Guaira · Venezuela     | Total               | 42    | 14    | 7             | 5             | 0                  | 0                  | 49    | 19    |
| Total en su carrera                 | Total en su carrera | 462   | 169   | 31            | 18            | 23                 | 2                  | 516   | 189   |

## Palmarés

### Campeonatos nacionales
| Título          | Club                   | País      | Año  |
| --------------- | ---------------------- | --------- | ---- |
| Copa Venezuela  | Caracas FC             | Venezuela | 2013 |
| Torneo Apertura | Junior de Barranquilla | Colombia  | 2019 |
| Copa Venezuela  | Deportivo la Guaira    | Venezuela | 2024 |